# 梶岡潤一
梶岡 潤一（かじおか じゅんいち、1970年1月28日 - ）は、日本の俳優、映画監督、脚本家。ロンドンを拠点とする。「映画外交」と題して国際交流をテーマとした映画制作を行い、監督、脚本、出演演出、台本の翻訳も兼任している。

## 来歴

### 生い立ちから東京での俳優活動まで
兵庫県明石市に生まれ、神戸市に転居。東京経済大学経営学部経営学科を卒業した。また、同大学在学時代から、当時の所属事務所の先輩であった香川照之に弟子入りをして学び、『渡る世間は鬼ばかり』などのテレビドラマを中心に、Vシネマ、舞台、ミュージカルなどに出演。。手話入りミュージカル『しあわせ色の青い空』では、準主演の青い妖精役で全国ツアーにも参加、ダンスミュージカル『サロメ』ではサロメの奴隷役も演じる。

### 単身中国の演劇学校へ
1995年に日本での活動を休止し単身中国へ渡り、中国語学習から始め、北京での生活を開始。当時、中国で制作の映画やドラマの中で、日本人役を中国人俳優が演じるのが主流だった時代に、中央戯劇学院や北京電影学院に在籍し、現地で中国語を操る日本人俳優の先駆者として活動し始める。そして、チャン・ツィイーやコン・リーなど数多くの俳優を輩出した中央戯劇学院演技科コース在学中に、中国中央電視台連続テレビドラマの準主演の機会を得る。ところが、突如撮影延期になり、同時期に撮影を予定されていた姜文監督の映画『鬼が来た!（鬼子来了）』で映画デビュー。同作品では、日軍曹長役を演じると同時に、制作、台本翻訳、現場通訳なども同時にこなす。そして奇遇にも、かつての恩師であった香川照之との7年ぶりの再会も中国の撮影現場で果たしている。そのエピソードは、同氏のキネマ旬報社発行の著書「日本魅録」にて綴られている。
中国を離れた後も、張芸謀や陸川。などの監督作品に出演するほか、中国中央電視台の歴史大河ドラマでは、歴代首相の山縣有朋や鑑真和上の弟子普照を中国語で好演し、中国語で演技できる数少ない日本人俳優としての地位を築いている。
また、2019年のアカデミー外国語映画賞中国代表に選出された映画Hidden Manでは、再び姜文監督のオファーを受け、戦車小隊長を演じると同時に、撮影現場のドキュメンタリーカメラ班も担当している。

### 渡英後、監督業へ転身
現在は、ロンドンに活動拠点を置き国際的に活動している。2013年公開のハリウッド映画『47RONIN』ではキアヌ・リーブスと共演し、また2015年公開のイギリス映画『Taking Stock』やダニエル・クレイグ主演の『007 スペクター』に出演。今後公開予定で永井隆の人生を描いたイギリス映画『All That Remains』では末次逸馬を演じている。
各国の国際映画祭にも参加し、2012年、イギリスのサロック国際映画祭に出品された梶岡主演のイギリス映画『King of Life』で、最優秀演技賞にノミネートされ、また、2013年には、インドのレイクシティ国際映画祭では、同主演イギリス映画『Phone Box』で、再び最優秀演技賞にノミネートされたが2位に終わっている。また同映画は、2014年のカンヌ国際映画祭のショートフィルムコーナーにも選ばれている。
また世界の国際映画祭では、審査員としても活躍し、2013年、インドのインパール国際映画祭に主賓として正式に招待されている。そして同映画祭において、梶岡が主演したイギリス映画『Cello』がオープニング作品として、また他の同主演2作品『King of Life』『Fish』も同時に上映されている。2015年トルコのヴァン国際映画祭でも、同じく審査員を務めた。
監督としては、「国と国、人と人とを繋ぐ」をテーマに、国境を越えた心の架け橋となる作品を制作し続け、杉原千畝や夏目漱石など海外で偉業を残した日本人の存在を海外に向けて発信。国内では毎年、映画上映会と共に「映画で平和を考える」講演活動も行なっている。
初監督作『インパール1944』は、実在したビルマ作戦協会会長平久保正男氏の取り組んだ英国兵と日本兵の戦後和解の人生をテーマに、自ら脚本・制作・主演も担当した。同年6月インドのマニプール州で開催されたインパール作戦70周年追悼記念式典の正式招待作品され、梶岡本人が川村大使と並び日本人を代表してスピーチをした後、初上映された。なお、これがインパール作戦を取り扱った初めてのドラマ映画である。また同年12月のモナコ国際映画祭では、同映画がクロージング作品に選ばれ、最優秀短編脚本賞及び最優秀短編プロデューサー賞などを同時受賞。また、ニース国際映画祭と西ヨーロッパ国際映画祭では、同作品で最優秀主演男優賞にノミネートされている。2015年には、ケリー・ブルック と共演したイギリスのコメディ映画「Taking Stock」で、モナコとロサンゼルスで最優秀助演男優賞を二度受賞している。
ニューヨークと東京で撮影された監督2作目のドキュメンタリー映画『杉原千畝を繋いだ命の物語』を世界各地で上映。本作品は、北出明の著書『命のビザ、遙かなる旅路 -- 杉原千畝を陰で支えた日本人たち』が原作になっており、アンネ・フランク パネル展との同時上映も含め、日本では既に、東京、大阪、神戸、淡路、伊賀、熊本などを含む都市での全国上映会ツアーを展開している。

### インド進出から現在まで
英語、中国語、ヒンディー語に通じているため、ボーダーレスで幅広く活動し、スコットランド映画『Dark Highlands』では主演を務め、近年公開された。また、Amazonプライムと共同製作で、インドのカビール・カーンが監督・製作したインド国民軍を題材とした8エピソードのドラマシリーズで、藤原岩市を演じた。
2019年、インドのマニプール州にある映画制作会社と共同で、監督第三作映画『忘れ去られた戦争：インパールからの声』 The Forgotten War: Voices from Manipur を制作し、インパール作戦75周年追悼記念式典で特別上映された。近年は、インドとロンドンを往復する日々が続いているが、常に世界中を行き来し、映画制作、俳優、講演者としての独自の活動を続けている。

## 監督作品
- 『インパール1944』 Imphal 1944（2014年）
- 『杉原千畝を繋いだ命の物語 ユダヤ人と日本人 過去と未来』 Sugihara Survivors: Jewish and Japanese, past and future（2016年）
- 『忘れ去られた戦争：インパールからの声』 The Forgotten War: Voices from Manipur（2019年）
- 『敦賀の思い出 シルビア・スモーラーさんの著書より』 "CHANCE and CONSEQUENCE" by Dr. SMOLLER（2020年）  （人道の港 敦賀ムゼウム共同制作）
- 『漱石と私』 Soseki and Me（2021年完成予定）

## 主な出演作品（日本）

### テレビドラマ、オリジナルビデオ
- 愛しあってるかい!（1989年、フジテレビ)
- ホテル物語・夏!（1989年、TBS）
- 月曜ドラマスペシャル「おいしい女にご用心」　（1991年、TBS）
- 現代推理サスペンス　「雪の降る夜　血染めの友情」　（1991年、関西テレビ）
- 木曜ゴールデンドラマ　「嫁・姑・婚約騒動」　（1991年、日本テレビ / 東映）
- 渡る世間は鬼ばかり（1991年、TBS）
- 世にも奇妙な物語「ともだち」　（1991年、フジテレビ）
- 代表取締役刑事（1991年、テレビ朝日）
- 静かなるドン 1〜2（1991年、1992年、オリジナルビデオ）
- 江戸中町奉行所（1992年、松竹・テレビ東京）
- 爆走トラッカー軍団 5（1994年、オリジナルビデオ）

### 舞台
- 『結婚する手続き』（1991年11月、名鉄ホール）
- 『お母ちゃんと呼ばせて』（1994年6月、中座）
- ミュージカル『しあわせ色の青い空』（1994年8月、10月、11月、東京都児童会館ほか）
- ダンスミュージカル『サロメ』（1995年5月、全労済ホールスペース・ゼロ）
- 『再会』（1995年8月、長春・瀋陽・ハルビン公演）

## 主な出演作品（中国）

### 映画
- 姜文監督『鬼が来た!（鬼子来了）』（2000年）- 日軍曹長 役
- 蔣欽民監督『純愛』（2007年）- 関東軍 役
- 陸川監督『南京!南京!』（2009年）- 新聞記者 役[3]
- 張芸謀監督『金陵十三釵』（2011年）- 機関銃兵士 役
- 姜文監督『邪不圧正』（2017年）- 戦車小隊長 役 [12]

### テレビドラマ
- 『鑑真東渡』（2007年、中国中央電視台）- 普照 役
- 『台湾1895』（2008年、中国中央電視台）- 山縣有朋 役

## 主な出演作品（英国）

### 映画
- カール・リンシュ監督『47RONIN』（原題：47 Ronin 2013年）- 護衛人 役
- サム・メンデス監督『007 スペクター』（原題：Spectre 2015年）- 補佐官 役
- マーク・スタートン監督『Dark Highlands』（2017年）- 主演・アーティスト 役
- デヴィッド・カー監督『ジョニー・イングリッシュ アナログの逆襲』（原題：Johnny English Strikes Again 2018年） - 日本国首相 役

## 主な出演作品（インド）

### テレビドラマ
- カビール・カーン監督『フォーガットン・アーミー』（原題：The Forgotten Army - Azaadi Ke Liye 2020年） - 藤原岩市 役 Amazonプライム制作